# Lynn Carlin

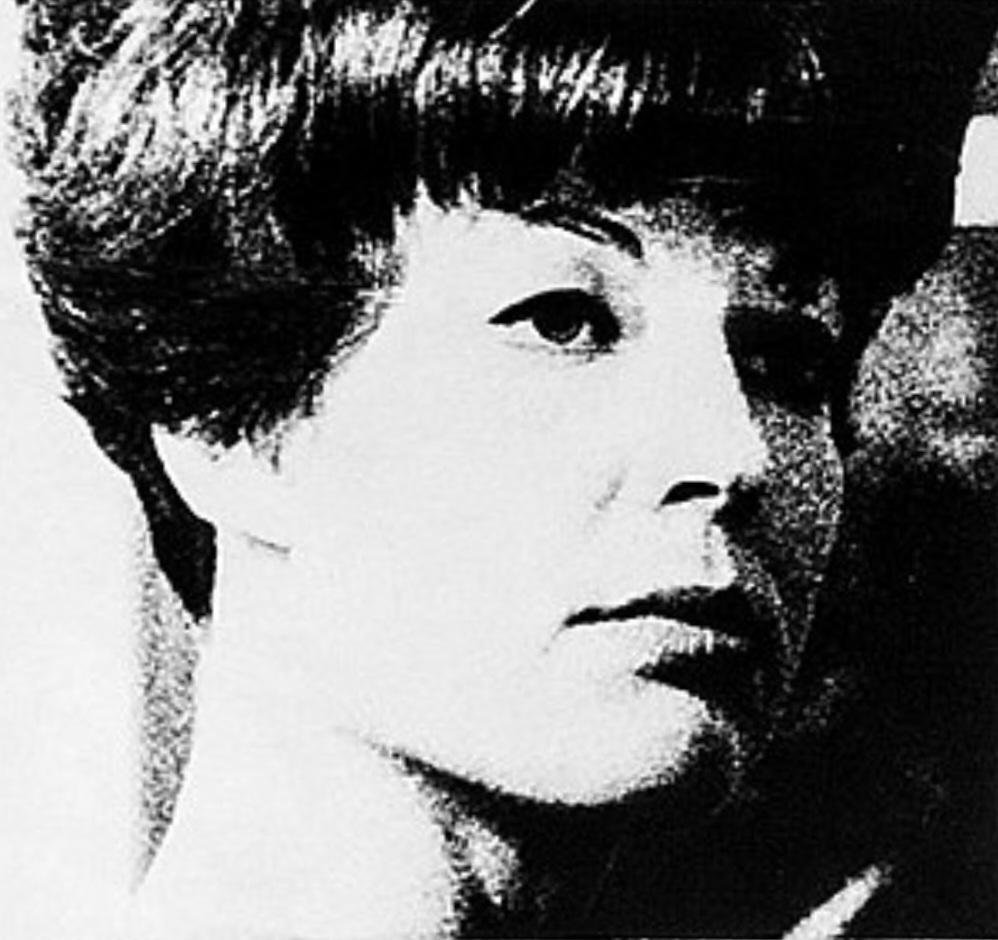
Foto von Lynn Carlin

Lynn Carlin (* 31. Januar 1938 in Los Angeles, Kalifornien; eigentlich Lynn Kramer) ist eine US-amerikanische Schauspielerin.

## Biografie
Lynn Carlin wurde 1938 (laut anderen Quellen 1930) als Lynn Kramer, Tochter des Hollywooder Geschäftsmanns Laurence Kramer und Muriel Elizabeth Reynolds geboren. Sie wuchs in ihrer Geburtsstadt Los Angeles auf, besuchte das Orange Coast College in Costa Mesa und das Immaculata College in Pennsylvania. Ihr Schauspielstudium führte sie später an das renommierte Londoner Stanislavsky Studio, dessen Namensgeber der Schauspieler und Regisseur Konstantin Stanislawski (1863–1938) war. Der Russe entwickelte das nach ihm benannte Stanislawski-System, dass das amerikanische Method Acting begründete. Lynn Carlin feierte ihr Theaterdebüt in Clare Booth Luces Sittenkomödie The Women am Laguna Playhouse in Laguna Beach. Sie heiratete 1963 Edward Carlin, dessen Namen sie annahm und arbeitete als Sekretärin des später bekannten Regisseurs Robert Altman in dem Fernsehstudio Screen Gems. Zu diesem Zeitpunkt lernte sie den Schauspieler John Cassavetes kennen, der nach seinem experimentellen Filmdrama Schatten und schlechten Erfahrungen in Hollywood an dem Drehbuch zu Gesichter arbeitete, der ein entfremdetes Ehepaar aus der Mittelklasse in den Fokus stellt. Carlin las oft das Skript gegen und nachdem sie ihre Anstellung bei Altman verlor, besetzte sie Cassavetes 1968 neben John Marley und Gena Rowlands in Gesichter. Der Film, im Haus des Regisseurs in Los Angeles gedreht, begründete Cassavetes Ruf als junger, innovativer Filmemacher und Vater des amerikanischen Independentfilms. Seine Abrechnung mit der seelenlosen, materialistischen US-amerikanischen Mittelklasse war großer Erfolg bei Kritikern beschieden und wurde bereits bei der Premiere auf den Filmfestspielen von Venedig 1968 preisgekrönt. Bei der Oscarverleihung 1969 war Gesichter mit drei Nominierungen vertreten, blieb aber unprämiert. Neben Cassavetes Drehbuch und Nebendarsteller Seymour Cassel fand auch Lynn Carlins Leistung als selbstmordgefährdete Hausfrau Berücksichtigung, aber sie verlor den Oscar für die beste Nebendarstellerin des Jahres an ihre Landsfrau Ruth Gordon (Rosemaries Baby). 
Ihr Filmdebüt als Maria Forst in Gesichter, für dessen „Tiefe und Wahrheit“ sie der bekannte US-amerikanische Filmkritiker Roger Ebert lobte, machte Lynn Carlin in Hollywood bekannt, abonnierte die gertenschlanke Aktrice aber auch in den folgenden Film- und Fernsehprojekten wiederholt auf den Part der Ehefrau und Mutter. Diesen verkörperte sie in den Fernsehfilmen In einer Nacht wie dieser (1969) und A Step Out of Line (1971) an der Seite von so bekannten Mimen wie Lloyd Bridges oder Peter Falk, während in Ralph Nelsons Kinoproduktion ... tick... tick... tick (1970) George Kennedy ihr Filmgatte war. An den Erfolg ihrer ersten Kinorolle konnte Carlin erst wieder 1971 mit der musikalischen Tragikomödie Taking Off anknüpfen. In der ersten US-amerikanischen Kinoproduktion des jungen tschechoslowakischen Filmemachers Miloš Forman stellte die Schauspielerin gemeinsam mit Buck Henry die typische US-amerikanische Vorstadtfamilie dar, die das Verschwinden ihrer Tochter auf den Kopf stellt. Die beiden Eltern machen sich auf die Suche nach ihrem Kind, kommen mit Hippies und der örtlichen Drogenkultur in Kontakt und enden bei einer chaotischen Versammlung eines New Yorker Vereins für gesuchte Kinder. Die New York Times lobte Carlin für ihr komödiantisches Talent als legitime Schauspielerin und die Rolle der Lynn Tyne brachte ihr 1972 eine Nominierung als beste Hauptdarstellerin für den Britischen Filmpreis ein, der jedoch an Glenda Jackson (Sunday, Bloody Sunday) verliehen wurde. Danach konnte Carlin mit ihren Filmrollen in Missouri (1971), Baxter und die Rabenmutter (1973) oder dem vietnamkriegs-kritischen Horrorfilm Dead of Night kaum mehr schauspielerische Akzente setzen. Sie wandte sich verstärkt der Arbeit im Fernsehen zu und brillierte 1974 als Ehefrau von Dick Van Dyke in dem Alkoholiker-Drama Der Morgen danach, dem meist einmalige Gastauftritte in bekannten Fernsehserien wie Die Sieben-Millionen-Dollar-Frau (1978), Drei Engel für Charlie (1979) oder Trapper John, M.D. (1980, 1985) folgten. Nach einem Gastauftritt in der bekannten Krimiserie Mord ist ihr Hobby (1987), in dem Carlin als Ehefrau und Mordverdächtige von Cornel Wilde zu sehen war, beendete sie ihre Schauspielkarriere.
Die Ehe mit Edward Carlin wurde 1974 geschieden. Aus ihr gingen die gemeinsame Tochter Ansley und Sohn Daniel hervor. Seit 1983 ist Lynn Carlin mit John Wolfe verheiratet.

## Filmografie (Auswahl)
- 1968: Gesichter (Faces)
- 1969: In einer Nacht wie dieser (Silent Night, Lonely Night, TV)
- 1970: …tick… tick… tick… (...tick...tick...tick...)
- 1971: Taking Off
- 1971: Missouri (Wild Rovers)
- 1971: A Step Out of Line
- 1973: Baxter und die Rabenmutter (Baxter!)
- 1974: Der Morgen danach (The Morning After, TV)
- 1974: Dead of Night
- 1974: Hochhaus in Flammen (Terror on the 40th Floor, TV)
- 1975: Die zehnte Stufe (The Tenth Level, TV)
- 1976: Dawn: Portrait of a Teenage Runaway (TV)
- 1978: Mit fünfzehn hat man noch Träume (James at 15, TV)
- 1978: Die Sieben-Millionen-Dollar-Frau (The Bionic Woman, Fernsehserie)
- 1979: Wer geht denn noch zur Uni? (French Postcards)
- 1979: Drei Engel für Charlie (Charlie’s Angels, Fernsehserie, Episode 4x07 Ein Engel hinter Gittern)
- 1982: The Witch (Superstition)
- 1983: Ein Killer in der Familie (A Killer in the Family, TV)
- 1987: Mord ist ihr Hobby (Murder, She Wrote, Fernsehserie)

## Auszeichnungen
- 1969: Oscar-Nominierung für Geschichte (Beste Nebendarstellerin)
- 1972: Nominierung für den Society of Film and Television Arts Award für Taking Off (Beste Hauptdarstellerin – Film)